# Шадковиці (Опочинський повіт)
Шадковиці (пол. Szadkowice) — село в Польщі, у гміні Славно Опочинського повіту Лодзинського воєводства.
Населення — 206 осіб (2011).
У 1975-1998 роках село належало до Пйотрковського воєводства.

## Демографія
Демографічна структура станом на 31 березня 2011 року:
|          | Загалом | Допрацездатний вік | Працездатний вік | Постпрацездатний вік |
| -------- | ------- | ------------------ | ---------------- | -------------------- |
| Чоловіки | 104     | 25                 | 68               | 11                   |
| Жінки    | 102     | 25                 | 54               | 23                   |
| Разом    | 206     | 50                 | 122              | 34                   |